# Quatro Irmãos (filme)
Four Brothers (bra/prt: Quatro Irmãos) é um filme estadunidense de 2005, dos gêneros ação, drama, policial e suspense, dirigido por John Singleton e estrelado por Mark Wahlberg, Tyrese Gibson, Andre Benjamin e Garrett Hedlund.

## Sinopse
Bobby, Jeremiah, Angel e Jack são quatro irmãos adotivos que se reencontram para o funeral da mãe. Ao descobrirem que a sua mãe poderia ter sido assassinada, decidem investigar o caso e se vingar, desobedecendo as ordens policiais. No meio do caminho eles descobrem que o laço familiar entre eles é muito mais forte do que imaginam, mesmo não tendo o mesmo sangue.

## Elenco
- Mark Wahlberg como Bobby Mercer
- Tyrese Gibson como Angel Mercer
- André Benjamin como Jeremiah Mercer
- Garrett Hedlund como Jack Mercer
- Terrence Howard como Tenente Green
- Josh Charles como Detetive Fowler
- Sofía Vergara como Sofi
- Fionnula Flanagan como Evelyn Mercer
- Chiwetel Ejiofor como Victor Sweet
- Taraji P. Henson como Camille Mercer
- Kenneth Welsh como Robert Bradford

## Música
A música para o filme inclui, em um refrão repetitivo, a música "I Wish It Would Rain", escritor por Barrett Strong e Norman Whitfield, e realizado por The Temptations, cortesia de Motown Records.
Outras canções:
- "Somebody to Love" de Jefferson Airplane
- "Trouble Man" de Marvin Gaye
- "Cloud Nine" de The Temptations
- "What U Gon' Do" de Lil Jon e The East Side Boyz (part. Lil Scrappy)
- "Dancing Machine" de The Jackson Five
- "'T' Plays It Cool" de Marvin Gaye
- "Take A Look Around" de The Temptations
- "Shake Me, Wake Me (When It's Over)" de The Four Tops
- "Shallow" de Porcupine Tree
- "Get Back" de Subway to Venus
- "Oh Boy" de Eastside Chedda Boyz
- "Plastic Jesus" de Ed Rush e George Cromarty
- "Ride Out" de Blade Icewood
- "Papa Was a Rollin' Stone" de The Temptations
- "Inner City Blues (Make Me Wanna Holler)" de Marvin Gaye
- "Got That Fire" de Mycale
- "Dum Da Dum" de 2Xl
- "Jesus Walks" de Kanye West (contendo uma amostra de "Walk With Me" realizado por The Arc Choir)
- "In The Thick" de The Co-Stars
- "Motown Flava" de Spooky e The Chunk
- "After Dark" de The Co-Stars
- "Cleo's Apartment" de Marvin Gaye
- "Smiling Faces Sometimes" de The Undisputed Truth
- "Do It Baby" de The Miracles
- "Knucklehead" de Grover Washington Jr.
- "World's Gonna End" de Josh Rifkin, Ben Levine, Chris Steele e Dave Hemann
- "Brother's Gonna Work It Out" de Willie Hutch
- "Für Elise" (não creditado), composta por Ludwig van Beethoven

## Recepção
Na revisão do site Rotten Tomatoes, comentários foram mistos com 52% de críticos dando comentários positivos, baseado em 124 opiniões, com o consenso que "apesar de atingir um relacionamento crível entre os seus principais atores, Four Brothers oprime com ultra-violento, vigilante glorificando a ação e se transforma em muitas, direções temáticas insubstanciais fraturadas".